# Bentley (Hampshire)
Bentley è un villaggio e parrocchia civile dell'Inghilterra, appartenente alla contea dell'Hampshire.